# یاشار علی‌اف
یاشار علی‌اف (ترکی آذربایجانی: Yaşar Teymur oğlu Əliyev؛ زادهٔ ۱۹ اوت ۱۹۵۵) دیپلمات اهل جمهوری آذربایجان و از سال ۲۰۱۴ نماینده دائم این کشور نزد سازمان ملل متحد است. وی سابقه نمایندگی دائمی جمهوری آذربایجان در سازمان ملل متحد بین سال‌های ۲۰۰۲ تا ۲۰۰۶، و سفارت این کشور در ایالات متحده آمریکا را نیز در کارنامه خود دارا ست. او همچنین به عنوان اولین سفیر در سال ۲۰۰۶ راهی کشور کوبا شد.

## اوایل زندگی
یاشار علی‌اف ۱۹ اوت سال ۱۹۵۵ در شهر باکو در آذربایجان شوروی سابق به دنیا آمد. او دانش‌آموخته کارشناسی رشته شرق‌شناسی از دانشگاه دولتی آذربایجان (۱۹۷۲ تا ۱۹۷۷) است. بعد برای ادامه تحصیل راهسپار روسیه شده و بین سالهای ۱۹۸۰ الی ۱۹۸۲ در مطقع تحصیلی کارشناسی ارشد در دانشکده شرق‌شناسی آکادمی ملی علوم روسیه درس خواند. وی همچنین در اویل دهه ۱۹۹۰ برای یک سال به ادامه تحصیل در آکادمی دیپلماتیک وزارت امور خارجه روسیه پرداخت.
یاشار علی‌اف متأهل و دارای دو فرزند است. وی به زبان‌های ترکی آذربایجانی، ترکی استانبولی، عربی، انگلیسی و روسی به خوبی مسلط است.

## کارنامه دیپلماتیک و سیاسی
یاشار علی‌اف پس از آنکه فارغ‌التحصیل شد، شروع به کار در موسسات دانشگانی در آذربایجان کرده و دوران خدمت سربازی‌اش را بین سالهای ۱۹۷۷ الی ۱۹۷۹ و ۱۹۸۵ تا ۱۹۸۸ به ترتیب در مراکز مستشاری نظامی و تجاری شوروی در عراق و کویت پشت سر گذاشت. علی اف در سال ۱۹۸۹ به عنوان مسئول سیاسی در بخش تجزیه و تحلیل اطلاعات و سیاسی در وزارت امور خارجه آذربایجان استخدام شده و بعداً در سال ۱۹۹۰ به عنوان دبیر اول و در سال ۱۹۹۱ معاون وزیر فعالیت کرد.
در سال ۱۹۹۲، کمی قبل از آنکه در همان سال کارنامه دیپلماتیک خود را به عنوان مشاور امور سیاسی در نمایندگی دائم آذربایجان نزد سازمان ملل متحد واقع در نیویورک آغاز کرده و تا سال ۲۰۰۱ در این سمت ابقاء شود، به ریاست بخش وزارت امور خارجه در امور سازمان‌های بین‌المللی رسید. طی این مدت، وی در سال‌های ۱۹۹۳ و ۲۰۰۱ دو مرتبه و هر بار به مدت یک سال به عنوان کاردار تعیین شد. یاشار علی‌اف همچنین به منزله نخستین نماینده آذربایجان در کمیته‌های اول و چهارم در نشست‌های ۴۷ و ۵۶ مجمع عمومی سازمان ملل متحد حضور یافت.
یاشار علی‌اف در ژانویه سال ۲۰۰۲ سکان هدایت نمایندگی دائم جمهوری آذربایجان در سازمان ملل را در دست گرفته و استوارنامه خود را در تاریخ ۱۲ مارس همان سال تقدیم دبیرکل این سازمان کرد. تا سال ۲۰۰۶ این سمت را عهده‌دار بود. در کنار این‌ها، او همچنین مسئولیت پست‌هایی همچون معاونت اول رئیس پنجاه و نهمین نشست مجمع عمومی، معاونت اول رئیس شورای اقتصادی و اجتماعی سازمان ملل متحد در میان سالهای ۲۰۰۴–۲۰۰۵، معاونت اول رئیس کنفرانس سازمان ملل در مورد قاچاق اسلحههای کوچک و سلاح‌های سبک و تمام زوایای آن در سال ۲۰۰۱، تصدی کمیته چهارم سازمان ملل (با محورهای سیاسی و استعمارزدایی) در سال‌های ۲۰۰۵–۲۰۰۶ را به عهده داشت.
در حین ریاست خود بر نمایندگی دائمی، در سال‌های ۲۰۰۲، ۲۰۰۵ و ۲۰۰۶ به ترتیب به شورای اقتصادی و اجتماعی، کمیسیون حقوق بشر و شورای حقوق‌بشر سازمان ملل متحد انتخاب شد. در سال ۲۰۰۴، به اهتمام و ابتکار یاشار علی‌اف، فصلی تحت عنوان «وضعیت موجود در سرزمین‌های اشغال شده جمهوری آذربایجان» در دستور جلسه مجمع عمومی سازمان ملل قرار گرفت.
در سال ۲۰۰۶، به عنوان اولین سفیر جمهوری آذربایجان راهسپار کشور کوبا شد. از نوامبر سال ۲۰۰۶ تا ۲۰ اکتبر ۲۰۱۱ سفارت آذربایجان در ایالات متحده آمریکا را عهده‌دار بود. وی همچنین در بین سال‌های ۲۰۰۶ الی ۲۰۱۱ به عنوان یک ناظر در سازمان ایالات آمریکا تأیید اعتبار شد. بیل شوستر، استیو کوهن، ویرجینیا فاکس و دن بورن نمایندگان مجلس نمایندگان ایالات متحده آمریکا طی بیانیه‌های خود، از نقش یاشار علی‌اف در گسترش و تعمیق روابط فی‌مابین آذربایجان و آمریکا تمجید کرده‌اند.
یاشار علی‌اف، در پی آنکه بین سالهای ۲۰۱۱ الی ۲۰۱۴، سه سال در آذربایجان فعالیت کرد، در ماه مه سال ۲۰۱۴ مجدداً به عنوان نماینده دائم این کشور نزد سازمان ملل متحد منصوب شده و ۱۰ ژوئن همان سال استوارنامه‌اش را تقدیم دبیر کلل این سازمان نمود.